# 琴奨菊和弘
琴奨菊 和弘（ことしょうぎく かずひろ、1984年1月30日 - ）は、福岡県柳川市出身で佐渡ヶ嶽部屋に所属した元大相撲力士。本名は菊次 一弘（きくつぎ かずひろ）。身長180cm、体重177kg。得意手は左四つ、がぶり寄り。最高位は東大関。愛称はキク。既婚。左利き。締め込みの色は引退時で青色。現在は、年寄・秀ノ山。

## 人物

### 大相撲入門前
建設会社の社長をしている父の下で、3人兄弟の末っ子となる三男として生まれる。柔道の山下泰裕物語に影響された祖父の下、小学3年生で相撲を始める。女児が欲しかった母が優しく育てたせいか、小学2年で柔道を始めたものの、女子相手に全力を出せない気弱な性格で、それを見かねた祖父が、相手が男だけで手加減なしに取り組める相撲への転身を勧めた。祖父がつくった土俵で1日2時間の稽古を行い、隣のグラウンドでは100メートルのタイヤ引きを1時間かけて40本行い、牛乳は毎日1リットル飲み、学校にはにぼしを持参、という相撲の英才教育を受けた。ソフトボールで4番打者を務めた経験もある。幼少期から体は大きく、ソフトボールの試合には子供サイズのユニフォームが着られないため監督のものを借りて出場した。そのため背番号が30という本来の少年ソフトボールではありえない事態もあった。幼少時に、地元に巡業で訪れた貴花田（後の横綱・貴乃花）の膝に乗せられて記念写真を撮ったことが相撲を続ける上での大きな励みになったという。大相撲巡業柳川場所に関しては、他にも大至伸行に胸を出してもらったことがある。小学校時代は休みを貰うにも父に伺いを立てなければならなかったが、言い出すのも難しくて殆ど頼まなかった。角界入り後、当時通っていた小学校の担任教師は「（琴奨菊と同じ相撲大会に参加した）クラスのみんなは『毎日あれだけ稽古をやっている菊次君には勝てない』と言っていたぞ」と教えてくれた。2008年に76歳で死去した祖父は、当時勝てなかった「県で一番強い宮崎君」がいた久留米市の井上道場まで車で1時間かけて週3回送迎してくれて、帰りにステーキをごちそうしてくれた。一方、大会前に精力を付けるために「グレープジュース」と騙してスッポンの生き血を飲ませる等のスポ根ドラマのようなこともしていた。小学校の卒業文集には武双山、土佐ノ海、琴錦、魁皇のような力士になりたいと書き、横綱になって明治神宮で土俵入りする夢を記した。
高知県の明徳義塾中学校に相撲留学し、朝昼晩の先輩への給仕や洗濯などの身支度は中学時代の寮生活で初めて経験した。「生きる知恵は明徳の6年間で学んだ」と本人は後に語っている。3年生となった1998年には全国中学校相撲選手権大会で優勝して中学横綱となり、その後、明徳義塾高校に進学して活躍した。中学・高校と、苦しさや辛さはあまり感じず、寧ろ「もっと強くなれるんじゃないか」という気持ちの方が大きく、在学中は福岡の両親に自ら連絡することもほとんどなかったという。高校2年になると、教員の合議で決まる生徒会長に推された。反対したのは、菊次の練習時間が減ることを懸念した監督の浜村敏之だけだった。浜村は、練習時間が確保できるよう周囲の協力を取り付けた上で生徒会長就任を渋々受け入れた。小学生のころから佐渡ヶ嶽親方の知遇を得ており、初心通りに佐渡ヶ嶽部屋へ入門した。後年になる2019年10月26日の秋巡業広島場所で、角界入りした理由について4人の小学生男女から聞かれた際に「親孝行をしたかったから」とユーモアめかして答えていた。

### 大相撲入門後〜大関昇進
2002年1月場所に琴菊次（こときくつぎ）の四股名で初土俵を踏んだが、当初は誤って「こときくじ」と読まれることが多かったという。序ノ口、序二段は各1場所、三段目も2場所で昇進と順調に出世したが、幕下昇進後は7場所で負け越し3度と上位の壁に苦しむ。立ち合いで上体が立つ癖があったが、竹縄親方（元・琴錦、現朝日山）の指導により、上体の前傾姿勢が土俵と水平に近くなり、圧力が増すようになる。入門当時は全く芽が出ず、師匠から容赦なく「弱い」と突き放された。12代佐渡ヶ嶽（第53代横綱・琴櫻）の印象は「厳しいことしか言われた記憶がない」ほど、弟子には厳しい存在だった。アマチュア時代は四つ相撲を得意としていたが、師匠の教えで突き押しに転向。ひたすら押しまくる稽古で、がぶり寄りを習得した。
2004年1月場所から3場所連続で勝ち越し、7月場所に新十両へ昇進、この時に佐渡ヶ嶽から「人から尊敬される力士になれ」との意味で送られた「琴奨菊」の四股名を得る。十両昇進後は3場所連続で勝ち越し、2005年1月場所に新入幕を果たした。新入幕となった1月場所では5勝10敗と大きく負け越して、翌3月場所には十両へ陥落したが、その3月場所で13勝2敗の成績を挙げて初の十両優勝を果たし、同年5月場所に再入幕を果たすと、その後は幕内上位に定着した。前頭筆頭に昇進し三役昇進が期待された2006年7月場所では3勝12敗の大敗に終わるが、前頭2枚目で迎えた同年11月場所では10勝5敗の好成績を挙げて初の技能賞を受賞した。
東前頭筆頭に据え置かれた2007年1月場所では栃東と魁皇の2大関を破る活躍を見せて9勝6敗と勝ち越し、翌3月場所では一気に西関脇へ昇進した。その3月場所では7勝8敗と負け越し、西小結へ下がった同年5月場所でも千秋楽に出島に敗れて7勝8敗と負け越し、翌5月場所では平幕へ陥落した。小結へ復帰した2007年11月場所では初日に横綱・白鵬に初めて勝利して、9勝6敗と勝ち越しを果たして2回目の技能賞を受賞した。翌2008年1月場所では9日目から途中休場したものの、12日目から再出場して9勝を挙げた。西関脇へ復帰した翌3月場所では12日目に横綱・朝青龍に初めて勝利し、8勝7敗と勝ち越しを決めて初の殊勲賞を受賞した。翌5月場所でも8勝7敗と勝ち越したものの、翌7月場所では6勝9敗と負け越して5場所連続して務めた三役から陥落した。以降は大関昇進を期待されながらも、2008年9月場所から2009年5月場所にかけては5場所連続で平幕に留まるなど、三役には定着しきれない日々が続いた。
西関脇の位置で迎えた2011年1月場所では11勝4敗という好成績を挙げて、三役では初めてとなる二桁勝利を挙げて3回目の技能賞を受賞した。稀勢の里と入れ代わる形で、自身初となる東関脇の位置で迎えた続く5月技量審査場所では、終盤に失速したものの関脇の位置で2場所連続しての二桁勝利となる10勝5敗の成績を挙げた。
大関獲りへの挑戦となった翌7月場所では、初日に豊ノ島に敗れたものの、以降は9日目に日馬富士に敗れる以外は白星を重ね、11日目には横綱・白鵬も破り、大関獲りが実現する雰囲気が一気に高まったものの、13日目に平幕の隠岐の海に敗れ、続く14日目にも平幕の若の里に敗れてしまい、最終的には11勝4敗の成績となり、2回目の殊勲賞は受賞したものの、大関獲りは次場所への持ち越しとなった。この好機を逃したことを本人は「次はない。あれで上がれないんだから自分は上がれないんだろう。」と嘆き、場所後は朝起きるのもいやなくらいだったという。しかしその頃ちょうどNHKの番組「アスリートの魂」の密着取材を受けていたため「一日中テレビカメラを向けられて、気持ちが乗らなくても稽古しないわけにいかない。だったらしっかりやろうと思った。それがよかったのかもしれない。名古屋場所ではシャットアウトしていたマスコミを、秋場所では受け入れて心が強くなった。」と心機一転して続く9月場所に挑んだ。この時、取材を担当していたNHKの中元健介ディレクターへの信頼は厚く、その後もよき相談相手になっている。
再び大関獲りへの挑戦となった翌9月場所では、初日から7連勝した。途中で2敗したものの、13日目にはその時点で1敗だった白鵬を2場所連続で破り、白鵬と優勝争いの先頭に並んだ。14日目には大関・日馬富士を破り12勝2敗とし、優勝争いの先頭のまま千秋楽を迎えた。しかし千秋楽では把瑠都に上手投げで敗れて12勝3敗の成績となり、結びで白鵬が勝利したため優勝は逃したものの、3回目の殊勲賞と4回目の技能賞を受賞した。また、この場所を終えた時点で大関昇進の目安とみなされている直近3場所合計33勝に達したため、場所後に行われた理事会で満場一致による大関昇進が決定した。日本出身の大関誕生は、2007年9月場所に新大関昇進を果たしたかつての兄弟子である琴光喜（2010年5月場所後に解雇処分）以来4年ぶりのこととなった。昇進伝達式では「大関の地位を汚さぬよう『万理一空』の境地を求めて、日々努力精進致します」と口上した。

### 大関時代

#### 2011年 - 2012年
新大関の場所となった2011年11月場所は、白鵬と共に初日から9連勝と好調だったものの、10日目で把瑠都に初黒星を喫してから4連敗し優勝争いから脱落したが、千秋楽に同場所大関獲りだった関脇・稀勢の里を下して11勝4敗の成績で終えた（尚稀勢の里は場所後大関昇進を果たした）。翌2012年1月場所では初日に豪風に黒星を喫し、以降も調子が上がらずに7勝7敗の成績で千秋楽を迎え、千秋楽の日馬富士戦に勝利して8勝7敗と辛うじて勝ち越した。
3月場所では終盤に崩れて9勝6敗の成績に終わった。
3月場所後に関脇・鶴竜が大関へと昇進したことによって、史上初の6大関時代（琴欧洲・日馬富士・把瑠都・琴奨菊・稀勢の里・鶴竜）の幕開けとなりこれが把瑠都が大関陥落するまで三場所に渡り続いた。
5月場所と7月場所でも終盤に失速したが共に10勝5敗と二桁勝利を挙げた。
9月場所では、3日目の豊真将戦において上手出し投げで敗れた際に左膝を痛め、左膝内側側副靱帯損傷により全治1週間という診断（同場所10日目にさらに3週間加療の診断書が提出された）を受けて、翌4日目より休場した。本人の途中休場は、2008年1月場所以来2回目のこととなった（他大関陣は同4日目に把瑠都、6日目に琴欧洲も途中休場）。
11月場所は自身初の大関角番となった。11日目に新横綱・日馬富士を破ったものの、かなり苦戦し、14日目に旭天鵬を破ってなんとか勝ち越し、角番を脱出した。

#### 2013年
2013年1月場所は初日から3連勝したが、中盤で4連敗するなど、最終的には千秋楽に大関・鶴竜を破り、8勝7敗と勝ち越した。
翌3月場所は7勝2敗と好調だったが、その後4連敗があり、14日目に勝ち越し、千秋楽は把瑠都に敗れ、2場所連続の8勝7敗に留まった。
2013年5月、年寄名跡秀ノ山を取得した。5月場所は初日から4連勝、その後2連敗したものの、それ以降は9日目にはここまで全勝の鶴竜を、千秋楽には最後まで白鵬と幕内優勝を争っていた稀勢の里を一方的に寄り倒しで破るなど両横綱戦以外はすべて勝利し5場所ぶりの二桁勝利となる11勝4敗で終え久々に存在感をアピールした。
7月場所は5連勝の好スタートだったが、6日目以降黒星が増え9勝6敗に終わった。千秋楽では先場所に引き続き稀勢の里を寄り切りで下した。
翌9月場所も中日まで3敗を喫し優勝争いから早々脱落、しかし13日目に横綱・日馬富士を破るなど終盤に立て直し、結果10勝5敗と2桁勝利を挙げた。
しかし11月場所では2日目の松鳳山戦で押し出しで勝利したが、その際自らも倒れこんで土俵の縁に右胸上部を強打したため、勝ち残りであるにも拘わらず、応急処置を優先して苦悶の表情で直後花道を下がり支度部屋へと引き上げた。病院での検査・診断の結果「右大胸筋断裂で全治3カ月の見込み」の重傷により3日目から途中休場となり、翌2014年1月場所は7場所ぶり2回目の大関角番となる。

#### 2014年
次の2014年1月場所は怪我が完治していない状態で苦しみながらも12日目で勝ち越しを決め角番を脱出した。尚、この場所4日目の妙義龍戦と勝ち越しを確定した後に行われた千秋楽の稀勢の里戦の計2番で不戦勝を獲得している。
翌3月場所では、序盤こそは5勝1敗と好調だったが、そこからの4連敗があり、12日目を終えた段階で両横綱と鶴竜との対戦を残し6勝6敗と勝ち越しが危うくなった。しかし13日目に全勝の白鵬、14日目に日馬富士を破って勝ち越しを決めた。千秋楽はこの場所優勝の鶴竜に敗れ、8勝7敗で場所を終えた。また両横綱を破ったことで、結果的に鶴竜の初優勝にも貢献したことになった。2014年5月3日には片男波部屋で行われた二所ノ関一門の連合稽古で日馬富士、稀勢の里と14番取り、これが4か月ぶりとなる関取との申し合いとなった。この稽古では怪我の状態を考えて右四つを模索していた。
5月場所は右肩胸部に一切テーピングをせずに土俵に上がり続けた。この場所は13日目の白鵬戦で負け越しが決まり、5勝10敗と二桁黒星を喫した。大関の地位での2桁黒星は、2009年3月場所で大関として2勝13敗とワースト皆勤敗数を記録した千代大海以来5年ぶり。
次の7月場所は通算3回目の大関角番となったが、2011年11月場所以来となる中日勝ち越しを達成する絶好調ぶりで角番を脱出。9日目に鶴竜に敗れたが、10日目には稀勢の里、11日目には日馬富士を破り、10勝1敗で白鵬と優勝争いの先頭に並んだ。12日目には白鵬との1敗対決が組まれたが小手投げで敗れたが、13日目に白鵬が稀勢の里に敗れたことにより、再び11勝2敗で先頭に並んだ。14日目はに髙安との2敗同士対決を制し、白鵬と同じく12勝2敗で優勝争いの先頭のまま千秋楽を迎えた。千秋楽はこの1番に大関取りを懸ける豪栄道と対戦して敗れ、結びで白鵬が勝利したため優勝は逃したが、場所自体は12勝3敗の優勝次点という好成績に終わった。これを受けて、翌9月場所の番付は在位18場所目で初めて東正大関となった。
しかし、東大関で迎えた9月場所は、5日目からの3連敗で早々優勝争いから脱落、後半戦で横綱・鶴竜を破るなど立ち直ったが9勝6敗に留まった。
続く11月場所も不調で中日で3勝5敗と黒星先行、13日目からは3連敗で6勝9敗と2014年5月場所以来大関として2度目の皆勤負け越しを喫した。

#### 2015年
角番で迎えた翌1月場所は、3日目の栃煌山戦で早くも土がつく。さらに、続く4日目の逸ノ城戦も注文相撲で敗れてしまい、序盤で2連敗を喫してしまう。しかし、その後の中盤は順調に星を重ね、5連勝と調子を取り戻す。7勝2敗と角番脱出に王手をかけ挑んだ日馬富士戦には敗れるものの、翌日に鶴竜を破って角番脱出。しかし、終盤に負けが込んでしまい、この場所は9勝6敗で場所を終えた。
続く3月場所は、2014年7月場所以来の初日から4連勝を達成する。しかし、5日目の栃煌山戦で土がつき、対栃煌山戦は2連敗となる。翌6日目の逸ノ城戦でも黒星がついて、対逸ノ城戦も2連敗し、奇しくも2場所連続で栃煌山・逸ノ城戦で連敗を喫してしまった。9日目の豪栄道戦にも敗れ、翌10日目も好調の照ノ富士戦にも敗れてしまい、2回目の2連敗を喫してしまう。11日目の栃ノ心戦は勝利し、12日目の白鵬戦、13日目のライバル・豊ノ島戦でも2連敗を喫するものの、14日目に対戦成績で勝ち越している横綱・日馬富士を4場所ぶりに破る活躍を見せ勝ち越しを決める。奇しくも琴奨菊は2場所連続で横綱を破り勝ち越しを決めた。千秋楽に稀勢の里に敗れ、8勝7敗で場所を終えた。
だが、翌5月場所は、中日で4勝4敗、9日目に4勝5敗と黒星が先行。14日目に日馬富士に敗れ6勝8敗、千秋楽も稀勢の里に負けて6勝9敗と、3場所ぶり3度目の大関皆勤負け越しとなった。
次の7月場所は、通算5回目の大関角番となった。序盤から波に乗れずに、12日目は白鵬に敗れ5勝7敗と絶体絶命、関脇陥落の大ピンチとなってしまう。だが、そこから3連勝し、千秋楽は新大関の照ノ富士を立合いで変化して叩き込み、8勝7敗と辛くも勝ち越しカド番を脱出した。
続く9月場所は、持ち味のがぶり寄りが発揮して10日目に稀勢の里との2敗対決を制し勝ち越しを決めた。11日目に照ノ富士、12日目に鶴竜と連敗し、優勝争いからは脱落したが、最終的には11勝4敗と7場所ぶりの2桁勝利を挙げた。
ご当地で迎えた11月場所は、2014年7月場所以来の初日から5連勝。しかし、6日目に逸ノ城に敗れると、9日目から4連敗するなど精彩を欠いた。13日目に妙義龍に小手投げで勝って勝ち越しを決めたが、左前脛骨筋挫傷で14日目から休場した。

#### 2016年 -初優勝-
2016年1月場所は、4日目の安美錦戦こそ際どい相撲だったが、順調に白星を重ね、中日には稀勢の里との58回目の対戦（武蔵丸 - 貴ノ浪とならび史上最多）に寄り切りで勝利すると、10日目に鶴竜、11日目に白鵬（全勝対決）、12日目には日馬富士と3横綱を圧倒し、優勝争いの先頭に立つ。3横綱連破は1991年初場所、霧島が旭富士、大乃国、北勝海を破って以来25年ぶりのことである。13日目に2敗で追う豊ノ島にとったりで不覚をとり白鵬と並んだが、14日目は栃煌山に勝って1敗を守り、自身の取組後に白鵬が稀勢の里に敗れたため、再び優勝争いの単独先頭にたった。千秋楽は豪栄道を突き落としで破り、2006年1月場所の栃東以来10年ぶり（59場所ぶり）の日本出身力士の優勝（帰化日本人を含めれば2012年5月場所の旭天鵬以来3年半ぶり）を決めた。なお、31歳11カ月での初優勝は、年6場所制が定着した1958年以降、霧島の31歳9カ月を抜いて旭天鵬、貴闘力に次ぐ3位の年長記録。初土俵から84場所での初優勝は、優勝制度が制定された1909年5月場所以降、隆の里に次いで6番目のスロー記録。新入幕から66場所での初優勝は、1909年5月場所以降、旭天鵬に次いで2番目のスロー記録。大関26場所目での初優勝は、昭和以降の新大関で、21場所の千代大海を上回る史上最スロー記録。佐渡ケ嶽部屋の優勝は2008年5月場所の琴欧洲以来14度目。二所ノ関一門も琴欧州以来。福岡県出身力士としての優勝は沖ツ海、魁皇に次いで3人目。32歳の誕生日の1月末に結婚式を行った。
3月場所は、今までの安定感の欠如から、高い水準での優勝、内容が求められる、という条件のもと、初の綱獲り場所となった。初日から先場所の勢いそのままに4連勝。しかし、5日目の隠岐の海戦で土俵際のはたきこみに屈して初黒星。中日まで7勝1敗と好調だったが、9日目からは稀勢の里、豪栄道、照ノ富士の3大関に敗れ3連敗で4敗、場所後の綱取りは消滅した。12日目に安美錦を破り勝ち越しを決めるも、13日目以降の3横綱との戦いはいいところなく全敗し、8勝7敗の成績で終えた。
5月場所は6日目までに格下相手に2回立合い変化を受けて2敗し、早々に優勝戦線から脱落。しかし12日目に横綱・鶴竜、13日目には大関・照ノ富士、千秋楽には大関・豪栄道を破り、最終的には10勝5敗だった。
7月場所は大関となって初の開幕4連敗スタート。5日目に同じく4連敗の御嶽海を破ってようやく初勝利を挙げた。しかし6日目に隠岐の海に敗れ5敗目を喫し、古傷の左膝などを痛めたため、翌日から日本相撲協会に「左膝内側側副靭帯損傷、左アキレス腱周囲炎のため約14日間の安静、加療を要す」との診断書を出して休場。7日目の魁聖戦は不戦敗となった。なお魁聖は2014年初場所の琴奨菊自身以来となる1場所2度目の不戦勝。秋場所は6度目の角番になる。大関角番6回は武双山に並ぶ歴代6位の記録。
9月場所は13日目にカド番を脱出するも千秋楽に豪栄道に敗れ全勝優勝を許し、9勝6敗で終えた。
11月場所前の11月4日、尾車部屋の九州場所宿舎で行われた二所ノ関部屋の連合稽古では、それまで182kgあった体重を173kgまで落としたにもかかわらず稀勢の里に馬力勝ちする場面もあり「ちょっとやせて、動きやすくなった。もうちょっとやせてもいいのかな。馬力もしっかり乗っているし」と本人も手応えを感じていた。
しかし、11月場所は連敗が続くなどし11日目に横綱・日馬富士に下手投げで敗れ負け越しとなり来場所は歴代ワースト4位の7回目の角番となる。13日目に栃煌山に勝利し連敗は6でストップさせ、この場所は5勝10敗で場所を終えた。本来であれば千秋楽に稀勢の里との対戦が組まれるはずだったが、琴奨菊の不調もあり割り崩された。

#### 2017年 -7度目の角番で大関陥落-
7度目の角番ながら前年の初場所に続いての連覇と横綱への昇進を目指し稽古場でも稀勢の里を圧倒すなど好調な様子を見せ、歴代10位タイとなる32場所目の大関在位で挑んだ初場所は初日勝利。しかし、翌日に早くも黒星。3日目は勝利するもその後連敗。早くも初場所連覇を目指していた優勝争いから脱落しそれどころか6日目で4敗と角番脱出に苦しい星になる。琴奨菊は「しっかり自分を立て直して、一つ良い相撲を取れば違ってくると思う。それまで我慢ですかね」と話し気持ちを切り替えていた。また、7日目に西横綱の日馬富士が休場したため対戦機会が消滅し角番脱出に追い風が吹いた。しかし、7日目の高安戦は故障を抱える足がついていかずはたきを残せずバッタリと土俵に落ちて敗北し5敗といよいよ苦しくなり、翌日も松鳳山に小手投げで敗戦し4日目から5連敗で6敗目。これに佐渡ケ嶽親方は角番で関脇に陥落しても引退はさせない考えで「すぐに10勝すれば大関に戻れる。諦めたら終わり。はい上がった姿こそが尊い」と奮起を促した。その甲斐あってか9日目に全勝だった大関・稀勢の里を寄り切りで倒し連敗をストップさせ3勝目をあげた。この白星について琴奨菊は「やるべきことをやった。よく我慢できた」と手ごたえを口にし連敗を止めるため安易な張り差しで墓穴を掘るなどしていた相撲内容を反省し、この日の立合いは部屋の若い衆の考えを聞いて決めたとのこと。そして残り6日での逆転角番脱出へ気合いを入れていた。だが、翌日大関・豪栄道に7敗目を喫し、いよいよ大関陥落へ後が無くなった。琴奨菊は風呂場で思わず「あーっ!」と叫び、支度部屋では「まあしゃあない。うーん。はあ…強くならんとアカン。それだけ。我慢して、我慢して、強くならないと」「よっしゃよっしゃ、明日頑張ろう」と自分に言い聞かせ最後まで諦めない様子を見せていたが、11日目は横綱・鶴竜が休場したため不戦勝となり幸運な形で4勝目をあげた。しかし、翌12日目に新関脇・玉鷲に押し出しで破れて力尽き、ついに32場所在位した大関から関脇への陥落が決定し、前年初優勝した初場所とは明暗がはっきりわかれる場所となった。対戦相手の玉鷲はこの一番が琴奨菊の大関陥落を決定させる8敗目となる取組相手となり、玉鷲が大関からの引導を渡す形になった。この取組について玉鷲は「涙が出そうだった」と声を詰まらせ、二所ノ関一門である大関とは「十数年一緒に戦ってきた」という間柄だが「勝負の世界」と情け無用で一番に臨んだとのこと。玉鷲は「悲しいより、いい方に考える」と前向きに捉え、琴奨菊については「次の場所頑張って、絶対また上がってくる」と話した。琴奨菊は「まあ、これが今の力だと思う。まだ場所中ですから、気持ちをしっかり切り替えて、やるべきことをやる。負けて終わりじゃないから。辞めたら終わりだから。しっかりと気持ちを立て直してやっていきたい」と引退や休場はせずに残りの3日も相撲を取り続ける考えを示した。この日の解説は大関特例復帰を2度果たしている栃東の玉ノ井親方であり「腰が高い。土俵際で体が伸びあがっている。満身創痍だろう」と語り、それでも「土俵の感覚を整えて、挑戦者の気持ちで行った方がいい」と来場所のために残り3日間の出場を勧めていた。佐渡ケ嶽親方は「落ちるのは恥ずかしいことじゃない。はい上がる方が格好いいじゃないか」と来場所へ向けて鼓舞した。また、4年前の1月19日は二所ノ関一門の元横綱・大鵬の納谷幸喜が死去した日で琴奨菊は朝稽古で「自分の相撲を見せられたら」と語っていたが厳しい結果になってしまった。大関陥落は琴欧洲（途中休場により大関陥落決定）以来3年2ヶ月（19場所）ぶり16人（19度）目で、相撲を取っての大関陥落決定は2009年11月場所10日目の千代大海の対朝青龍戦以来7年2ヶ月（42場所〈2011年3月場所は八百長問題で中止のため〉）ぶりとなった。なお大関陥落が決定した場合でも、次場所の番付発表の前日までは大関として扱われる。先代師匠の元横綱・琴櫻は大関在位32場所で横綱になったが、琴奨菊は史上10位タイの同じ32場所を務めて降格となっている。この場所は結局休場せず最後まで大関として相撲をとり、13日目は横綱・白鵬に下手出し投げ、14日目の勢に寄り切りで敗れ3連敗。千秋楽の照ノ富士との大関対決で勝利し、最終的に5勝10敗で場所を終えた。なおこの場所は稀勢の里は14勝1敗で優勝し、琴奨菊戦が唯一の黒星だった。

### 大関陥落後
師匠の佐渡ケ嶽親方は一緒に食事をして琴奨菊の現役続行の意志を確認したことを明かし「10勝すれば大関に戻れる。全勝の稀勢の里に勝つ（1月場所9日目）力もある」と復活に期待を込め、3月場所で10勝以上をあげて、5月場所での大関特例復帰を目指す。また、八角理事長も「堂々と戦い、堂々と負けた。来場所は堂々と上がればいい。何も恥じることはない」と再起に期待した。2月16日の朝稽古では土俵に上がらず若い衆を相手に左四つの動きを確認するなどの軽めの調整を行うにとどまったが「大丈夫。（上がらなかったのは）今日はたまたま」と、軽症をアピール。
初優勝後有頂天になっていたことや体幹トレーニングに傾倒して土俵での稽古が疎かになっていた琴奨菊は反省し、すもうの基本、四股、テッポウ、すり足を入念に行い、出稽古もひんぱんに行った。夫人から「35歳まで頑張って」と激励され、すっかりその気になり、以前から「子どもが物心つくまでは現役で」と漏らしていただけに、まるで別人のような変身ぶりであった。
3関脇場所の東関脇2として迎えた3月場所、初日に休場明けの横綱・日馬富士を押し出し、4日目には初日から3連勝の横綱・鶴竜をすくい投げで転がし土を付けるが、11日目から平幕の勢と宝富士に連続して敗れ5敗となり後がなくなる。その後何とか勝ち越すが14日目の大関・照ノ富士に、立ち合いの変化からのはたき込みを受けてしまい6敗。特例での大関復帰が阻止され、来場所の大関復帰条件（10勝以上）を満たすことができなかった。正面解説の立田川親方（元小結・豊真将）はこの事を受け、「今回大関復帰が叶わなかったのは残念だが、まだまだ力はあるのだしこれで現役を退くようなことだけは考えないでほしい。また大関を狙って頑張ってほしい」と語っている。琴奨菊は「自分との戦いだと思っていた」変化については「仕方がない」と発言していた。千秋楽は勝利しこの場所9勝6敗で場所を終えた。5月場所からは通常と同じ条件による大関復帰を目指すことになった。
4月7日、第一子となる長男が誕生。長男は自分の下の名前から「弘」の字を取って「弘人（ひろと）」と命名。琴奨菊の菊次家では祖父の代から名前に「一」の文字を入れてきたが「自分からリニューアルです。健康でいてほしいこと。とにかく遊ばせたい。男の子は元気に育ったらいい」と目を細めた。5月場所も関脇として場所に挑むが、初日から3連敗するなど負けが先行。関脇・玉鷲に4日目にようやく勝利したがその後再び4連敗し横綱・白鵬に敗れた段階で7敗としたあと、踏みとどまって横綱・稀勢の里に勝利するなど3連勝していたが、12日目に小結・御嶽海に負けて8敗目を記録し負け越しで関脇からの陥落と3関脇の終了も決定した。結局、この場所7勝8敗で場所を終えた。
7月場所は西小結の地位を与えられた。2010年5月場所以来7年ぶりの小結。戦後、大関陥落後に3場所連続で三役を維持したのは史上5人目。
その7月場所は初日から連敗。5日目に1勝3敗だった大関・照ノ富士にようやく勝利し連敗を止める（この取組で照ノ富士は膝を痛めて休場）。その後稀勢の里の休場で不戦勝し、大関豪栄道にも勝利するが11日目に貴景勝に敗れて7敗となり、あとが無くなる。14日目に栃ノ心に敗れ、来場所の平幕への陥落が決定した。千秋楽は勝利し、この場所も7勝8敗で終える。8月6日の夏巡業長岡場所では初めて長男を抱いての土俵入りを行った。
9月場所は西前頭筆頭の地位を与えられた。初日から豪栄道、照ノ富士と大関二人に連勝。3日目にも横綱・日馬富士をそのまま倒し、結局待ったは成立せず自身初の金星獲得となった。初土俵から94場所目での初金星は昭和以降新入幕を果たした力士の中では4番目に遅い記録となり、元大関の金星獲得は2008年秋場所の雅山以来、史上15例目。新入幕から76場所目での初金星は貴ノ浪の67場所を抜いて1位のスロー記録。なお大関陥落者で金星を手にしているのは彼以前には貴ノ浪、出島、雅山の三人しかいない。この取り組みでは待ったを認めるべきだという内容の抗議の電話が協会にも数多く寄せられ、黒姫山も「立合い不成立は行司、審判長が止めるべきだ」と批判している。その後4連勝まで伸びるが5日目から4連敗し9日目にようやく止め12日目に勝ち越しを決めた。この場所は14日目に豪栄道が11勝目を挙げるまで優勝争いに加わっており、最終的にこの場所は久しぶりの二桁となる10勝をあげた。三賞候補に挙がったが「元大関に三賞は失礼」という意見があり、結局受賞はならなかった。黒姫山は11月場所前の自身のコラムで「三賞選考は元大関だろうと排除せず議論してほしい」「対象から外すことが失礼になるのではないだろうか」と考えを示している。
ご当地場所となる11月場所は東小結として迎えた。初日からの上位戦は4日目に照ノ富士を破った以外は敗れ、10日目に負け越しとなったが、11日目にはここまで3敗の貴景勝、千秋楽でもここまで4敗の逸ノ城を破るなど終盤に存在感を見せ、6勝9敗の成績だった。

#### 2018年
1月場所は西前頭2枚目の地位で迎えた。初日から3連敗したが、4日目の横綱・稀勢の里戦で押し出しで勝利し、自身2つ目の金星を獲得。翌5日目の横綱・白鵬戦は不戦勝で勝利する幸運を得た。しかし7勝7敗で迎えた千秋楽で同じく7勝7敗の宝富士に敗れて負け越した。
3月場所は序盤の上位戦で負けが込み、11日目に負け越しが決定。終盤やや持ち直して6勝9敗と一桁の負け越しに留めた。14日目の阿炎戦で立ち合い変化されて敗れた際には、勝負が決まった後に阿炎を突き飛ばすなど苛立つ様子も見せた。
5月場所は序盤から好調。勝ち越したが後半失速して8勝7敗に終わった。
7月場所は序盤5日間は横綱・大関戦で、豪栄道を破るのみだった。その後10日目の玉鷲戦で小手投げで敗れた際に左上腕を痛め、11日目から「左上腕二頭筋腱損傷、左上腕三頭筋腱損傷」のため休場。3勝8敗4休となり、9年連続で勤めた幕内上位から転落することが確実となった。
9月場所は西前頭8枚目で、久々に上位戦がない場所となった。初日から3連勝、3連敗、3連勝、4連敗と続き14日目に輝を破り7勝7敗としたが、千秋楽に錦木に敗れ7勝8敗と負け越した。
11月場所序盤は3勝4敗だったが、8日目以降は11日目に大奄美に敗れる以外はすべて勝利し、10勝5敗と2桁勝利を挙げた。またこの場所は12日目から碧山、阿武咲、隠岐の海と3日連続で優勝争いをしている力士を破った。

#### 2019年
1月場所は3場所ぶりに上位に復帰。4勝2敗と好調だったが、中盤から横綱・大関との対戦が組まれ、6連敗もあり、6勝9敗と負け越した。
3月場所は優勝争いに加わっていたが13日目の明生戦で上手出し投げに敗れて3敗目を喫し、優勝争いから脱落した。千秋楽の竜電戦に勝つという条件付きで敢闘賞候補になったが、寄り切りで敗れ、11勝4敗で場所を終えて敢闘賞も逃した。しかし11勝は優勝した時以来の好成績である。
5月場所は初日に大関・高安を破ったものの、その後は星が伸びず、6勝9敗と負け越した。
7月場所は東前頭5枚目で迎えた。本来であれば上位との対戦は組まれない地位だが、4大関の休場などにより、11日目に横綱・鶴竜戦が組まれた。また14日目には横綱・白鵬戦が組まれ、寄り切りで白鵬を破り、自身3個目の金星を挙げた。またこの白星で7勝7敗と勝ち越しに望みをつないだが、千秋楽、阿炎に立ち合いの変化で敗れ7勝8敗と負け越した。なおこの場所は白鵬を破ったことが評価され、千秋楽で阿炎に勝利かつ白鵬が優勝という条件付きで殊勲賞候補になっていた。ちなみに14日目に金星を獲得して、負け越したのは琴奨菊だけである。
9月場所は中盤以降失速し、6勝9敗だった。
東前頭9枚目の地位で土俵に上がった11月場所は10日目に負け越しを確定させるなど中盤まで不調であった。終盤の成績次第では2020年1月場所の十両陥落も有り得る状況であったが、残りの5日間は14日目の大翔丸戦以外すべて白星で終え、6勝9敗として2020年1月場所の幕内残留を確定させた。

#### 2020年
1月場所は東前頭13枚目で迎えた。この場所は7日目までは4勝3敗と白星先行だったが、そこから5連敗を喫して12日目に負け越しが決定。残りの星によっては十両陥落も危惧されたが、13日目からはすべて勝利し、7勝8敗と負け越しを最小限に留めた。
翌3月場所では先場所で負け越したものの番付編成の結果、1月場所と同じく東前頭13枚目に据え置かれた。しかし結局7勝8敗で終え、５月場所番付編成では一枚下がって東前頭14枚目となった。
5月場所は新型コロナウイルス拡大により中止となった。
7月場所では膝を伸ばした状態で手をつく新しい立ち合いで臨み、11日目に照強を寄り切って約1年4ヶ月ぶりの勝ち越しを決めた。その後は4連敗したものの、9月場所番付編成では西前頭11枚目に上がった。
9月場所は2日目の明生戦で左ふくらはぎを痛め、3日目に協会に「左下腿肉離れにより全治2週間の見込み」との診断書を提出して休場した。15日朝になっても痛みが引かず「足を（地面に）つけることができない」と訴えたため、休場を決めた。再出場しなければ11月場所での十両転落が確実となる状況に立たされた。再出場した7日目こそ炎鵬に勝ったが、それ以降は8連敗に終わり、2勝10敗3休となった。2018年3月場所の照ノ富士以来5人目・6例目となる元大関としての十両陥落が確定的な状況となったが、場所後に現役を続行することを表明している。佐渡ケ嶽親方は「もう一回、四股を踏んで頑張ります、と言ってきた。このままけがで終わりたくないという気持ちが見えた。納得するまで取らせたい」と説明している。場所後の9月30日、郷土の柳川市長の金子健次は「今はけがの治療をしている。四股を踏めるようになれば再度相撲を取りたい、とのことだった」と琴奨菊関から電話を受けて本人に現役続投の意向があることを明かした。金子は「市民の多くがまだ取ってもらいたい、引退はしないでと求めている」と琴奨菊に声を掛けたという。また金子は「電話では、けがを克服すれば11月場所は出場するのではないか、という印象だった」と話した。
西十両3枚目に下がった11月場所は出場したものの、2日目に松鳳山に勝利したのみで1勝5敗と振るわず、6日目に千代ノ皇に敗れたのを最後に、7日目に当たる11月14日に現役引退と年寄「秀ノ山」襲名の旨を公表した。引退会見では、「できるなら、まだ相撲が取りたい」と未練を見せながらも、「やれることは全てやった」と、19年間の力士人生を振り返った。思い出の取組として特定の一番を挙げることはなかったが、再び対戦したい力士として稀勢の里の名前を即答した。大関陥落後に平幕で取り続けた理由として「応援があったおかげで大関になったため、その後は頑張る姿を見せることで周囲へ恩返しをしたかった」のではないかと推測する記事もあった。親交のある内川聖一からは引退すると言った時に「その日が来たか」と言ってもらった。

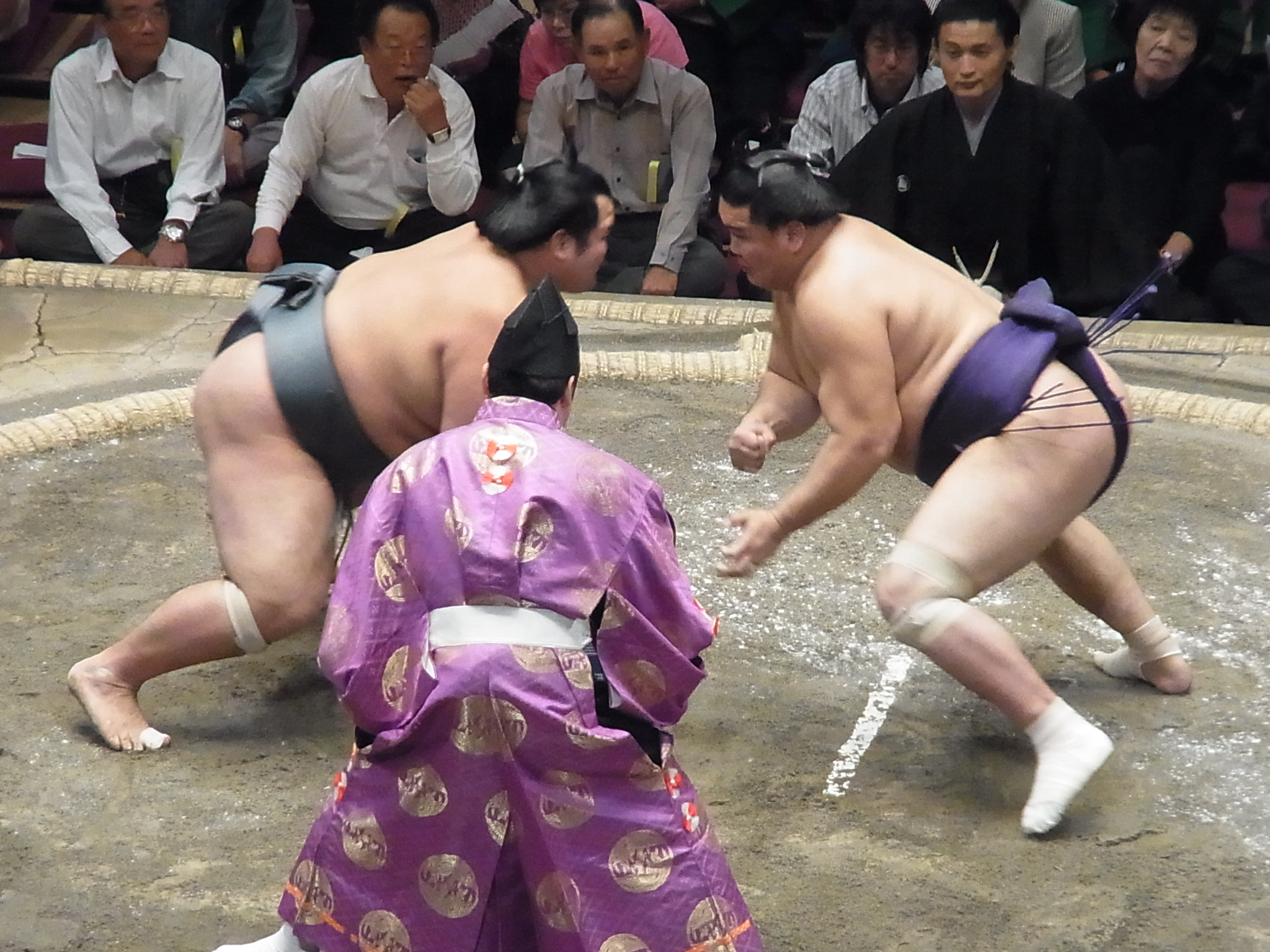
明治神宮例祭奉祝 奉納70回全日本力士選士権大会 相手は翔天狼関（2011年10月3日撮影）
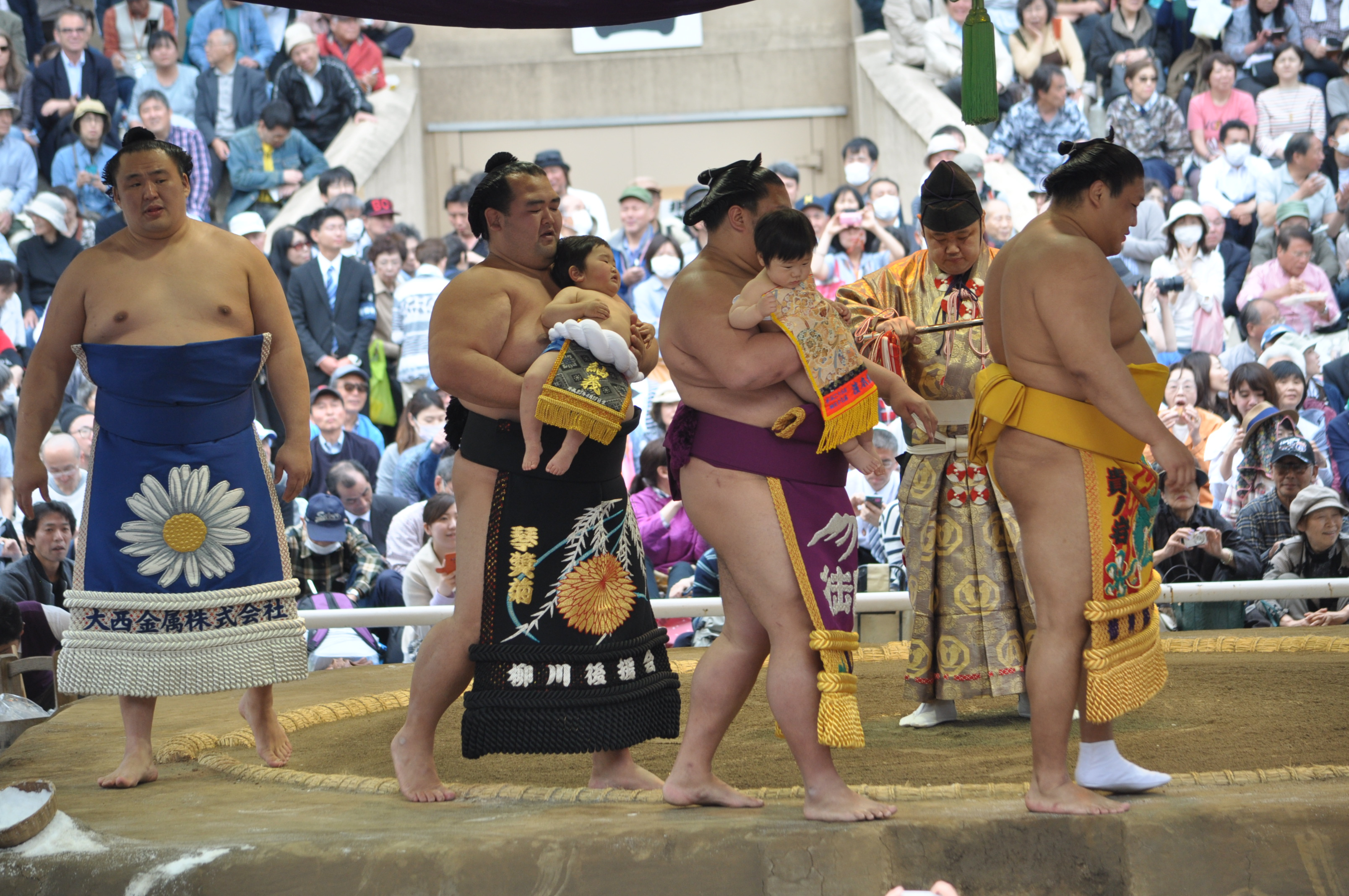
靖国神社奉納大相撲 土俵入り（2017年4月17日撮影）
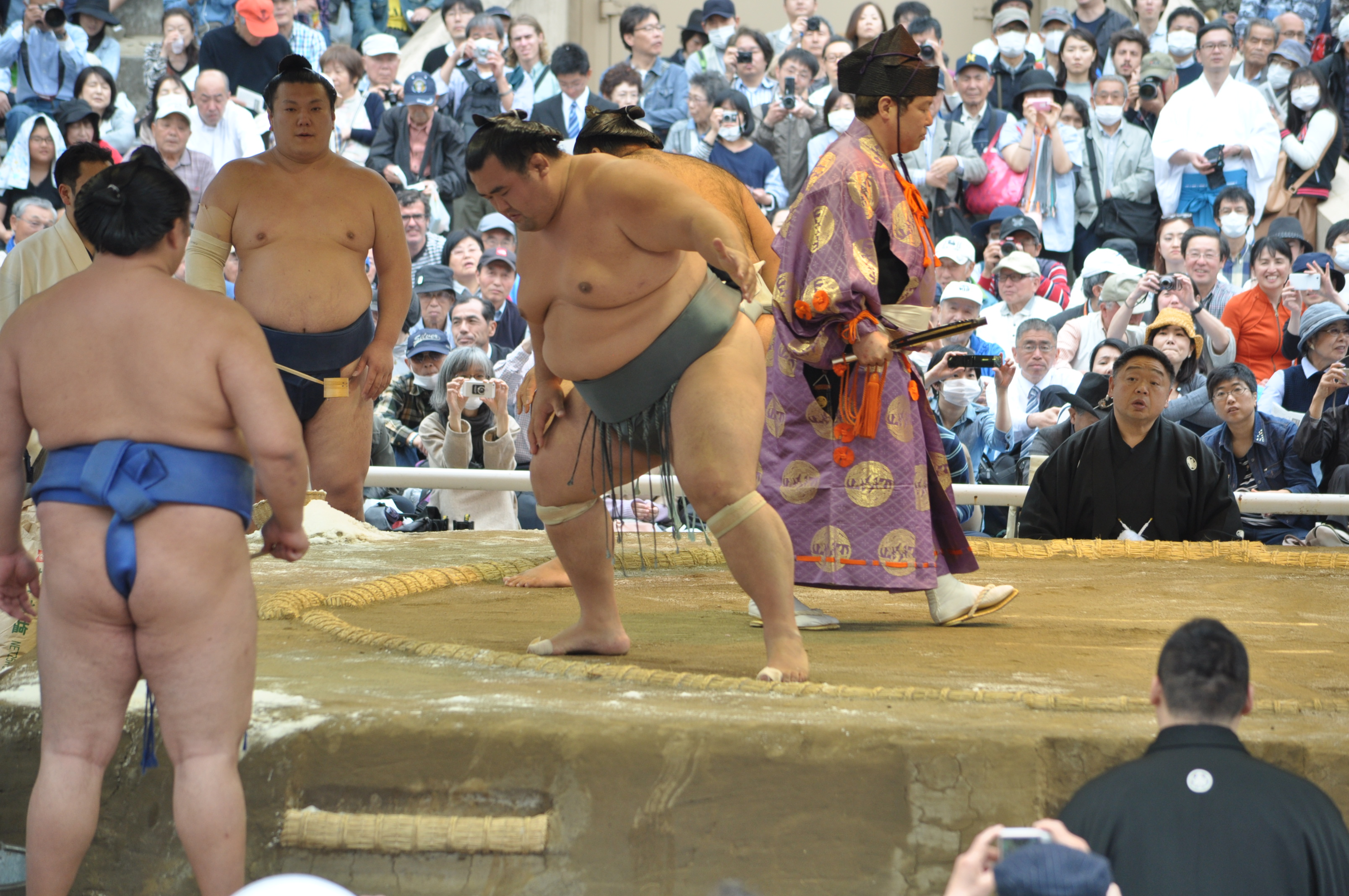
靖国神社奉納大相撲 相手は高安関（2017年4月17日撮影）

### 引退後

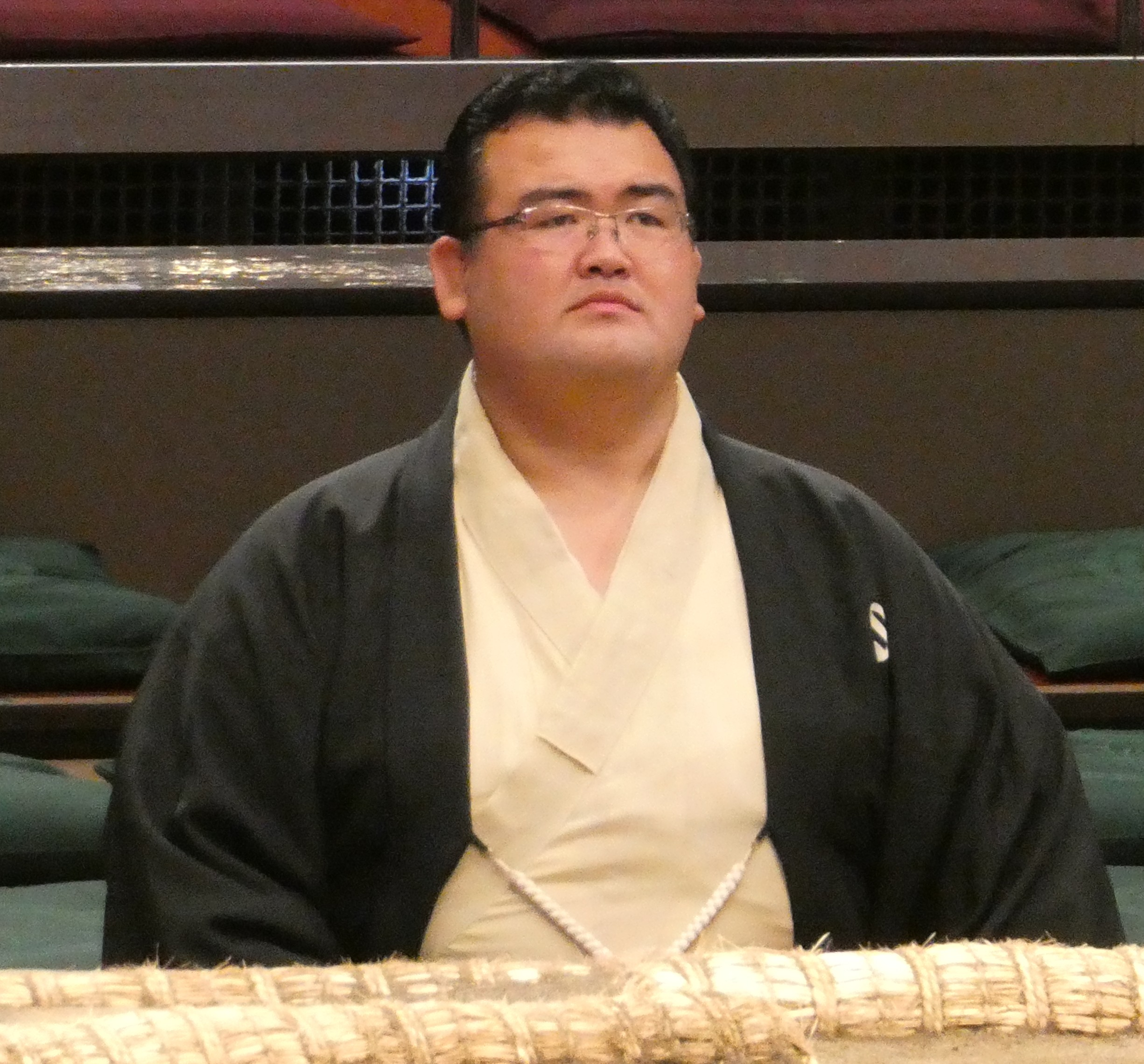
土俵下で審判を務める秀ノ山親方（2024年9月16日撮影）

2022年4月8日、引退相撲を10月1日に両国国技館で開催することを発表した。その10月1日に開催された断髪式には内川聖一ら約400人が参加。現役時代にしのぎを削った13代宮城野、15代浅香山がはさみを入れた後、師匠の佐渡ヶ嶽が止め鋏を入れた。引退相撲での最後の一番は5歳となる長男、1歳となる次男と相撲を取り、大きく背中を反らせる「琴バウアー」を親子そろって披露するなど会場を盛り上げた。
2023年2月、佐渡ヶ嶽部屋から独立し、新設扱いで秀ノ山部屋を再興すると明言した。2023年5月場所中、両国国技館内の相撲博物館で行われたトークイベント後の取材に「部屋にお世話になりながら、一生懸命頑張っているところ」と語った。部屋を持った際には、個々のレベルに応じて土俵外での体づくり、土俵で相撲の感覚を鍛える「2部制」で稽古を行う考え。けがの防止や効率化が狙いで「集中力も上がって、個々の才能を最大限伸ばせると思う」と話した。2024年9月26日、日本相撲協会の理事会で、同年10月19日付での秀ノ山部屋新設が承認された。部屋は墨田区東向島4丁目に建設される。
部屋創設に際して『東スポWEB』の取材に応じている。以前から相撲部屋にちゃんこ場に立つ名目で朝稽古を休む力士が目立っていたことから、稽古に専念できるようにちゃんこ番専門のマネージャーを配置することを考えていると明かした。

## 取り口
左四つの型を持ち、左を差してがぶり寄りで相手を一気に寄り切るのを得意とする。右上手を取ることは少なく、右からのおっつけや右で抱えて相手の左を封じながら寄る。上手を取らずにがぶり寄りで攻める力士は珍しく、隆乃若（元関脇）は「まわしを取らずに抱え込んだままがぶる力士は過去にいなかったのでは」と述べている。このがぶりは入幕からしばらくした頃ある場所の把瑠都戦でたまたま出たことがきっかけで得意技となったという。
一方、立合いで頭を下げて突っ込むことが多いため、立合いの変化にあっさりと屈してしまうことがある。大関を陥落し一場所での復帰を目指した2017年。関脇として出場した3月場所では14日目において「陥落直後の場所での勝ち星10勝以上」という復帰条件のなか8勝5敗と後が無いなかで大関・照ノ富士に立合いの変化を受け叩き込まれて負けてしまい、大関復帰を逃した。普段立合いで変化をしない稀勢の里でさえ2016年3月場所9日目の取組では立合いで右に動いて突き落としで勝ち、そのことについて稀勢の里が2016年9月場所前の雑誌のインタビューで「意識の変化というより、60回以上対戦していますから、そういう中でのことだと思いますよ」と語るなど、良くも悪くも猪突猛進の相撲であることが認知されている。相手を見ずにやみくもに突っ込む立合いであると批判する者もおり、元黒姫山などは2017年3月場所14日目に照ノ富士に立合いの突進を躱されて黒星を喫したことに関して「一部で『ヘイト』などと叫ばれているが、それは的外れな問題だ」「琴奨菊の立ち合いを見れば、相手からすれば当然、勝つために考え得る作戦だ」「過去には稀勢の里が琴奨菊に同じことをやっている。高安も決めている。しかし、その後もそういった反省が生かされていない。だから大関復帰に必要な10勝以上の星を挙げられなかった」などと切り捨てている。
廻しを取ることが苦手な力士でもあり、元文化放送アナウンサーの坂信一郎は2014年11月場所前の座談会で「廻しを引かずに圧力に任せてがぶるのでは安定した成績を残せない」と指摘している。他にこの座談会では元テレビ朝日アナウンサーの銅谷志朗が「廻しをしっかり取っていれば土俵際で逆転負けを食うことも無い」と話してもいる。優しすぎて情に脆く、勝敗に一喜一憂しやすいのも欠点であったが、メンタルトレーナーに師事してそれを克服し、遂に幕内優勝を遂げた。
右を抱える相撲の結果として上述のように右大胸筋断裂の重傷を負い、師匠の佐渡ヶ嶽も「右を抱えるのは危険」と判断して右四つの稽古を指導するようになった。差し手を取っても相手を正面に置かないと脆い部分があり、2014年7月場所千秋楽の取組を終えた琴奨菊自らが「負けた相撲は全部（相手を）正面に置いていない」と場所を総括しつつ12勝3敗で優勝を逃した要因を口にしていた。右四つの相撲を模索していた時期もあったが左上手を取る相撲というのは本領ではなく、2017年5月場所前の相撲雑誌の記事では西岩（元関脇・若の里）が同年3月場所11日目の勢戦に関して「なぜか、立ち合いから左上手を取りにいきましたけど、あれは失敗だったんじゃないですか。苦しい時こそ、自分が積み重ねてきた相撲を信じて取った方がいいと思いますね。後悔してもしきれないですよ」と話している。
それ以前は前に出て馬力で相手を持って行き、悪くしても落ちずに渡し込みを決めることもあったが、大関陥落を喫する数場所前から前に落ちる場面や足がついていかない場面が多くなった。2017年5月場所5日目、照ノ富士戦で黒星を喫した後に「立ち合いからの流れはよかった?勝ち切る力がない。もっと集中力を高めないと…」と、自ら馬力の低下を認める発言を行っている。それでも2018年1月場所12日目のように、腹を突き出して前に出ながら腕を抱えると貴景勝のような押し相撲の力士に対して有利に立ち回れる様子も見られた。平幕陥落後は動きが改善されており、2019年3月場所10日目の阿武咲戦ではがぶり寄りで若い動きを見せていた。AbemaTVで解説をしていた旭道山は「えーっていうぐらい若い」と、その動きの良さに大きな声を出していた。2019年11月場所9日目の炎鵬戦では投げを決めきれない相撲が見られ、体力の低下がうかがえた。
投げられた時などの受け身の上手さには定評があり、転がる必要がある時に無理せずに転がることが長く現役を続けられる要因となっている。2010年代後半になって転がって受け身を取ることが下手でそのような稽古を積みたがらない力士が多い中では特筆される。
現役時代、相手の取り口をノートにまとめる熱心さがあった。

## 合い口

### 横綱・横綱経験者
- 第68代横綱・朝青龍には1勝15敗。琴奨菊が勝ったのは2008年3月場所の1度だけ。
- 第69代横綱・白鵬には、7勝56敗（不戦勝1を含む）と幕内の対戦成績で一番大きく負け越している。2008年1月場所から2011年5月場所まで19連敗していた時期もあった。最後の対戦となった2019年7月場所は白鵬を破って自身3個目の金星を獲得。なお幕内で同一力士への56敗は過去最多。
- 第70代横綱・日馬富士には、33勝29敗と勝ち越していた。特に2010年3月場所から2011年1月場所まで6連勝をするなど日馬富士を苦しめた。しかし、日馬富士が横綱に昇進してからはやや分が悪くなっており、7勝14敗と負け越している。前述の通り、平幕に下がった2017年9月場所は日馬富士を破って自身初の金星獲得となった。日馬富士は同年11月場所後に引退したため、これが両者の最後の対戦となった。
- 第71代横綱・鶴竜には、22勝30敗（不戦勝1を含む）と負け越し。鶴竜の大関時代までは16勝14敗と僅かに勝ち越していたが、鶴竜の横綱昇進後は6勝16敗と分が悪くなった。
- 第72代横綱・稀勢の里には、36勝30敗（不戦勝2、不戦敗1を含む）と勝ち越している。特に、初顔から稀勢の里が大関へ昇進するまで24勝11敗と大きく勝ち越し、2010年11月場所から2011年11月場所まで6連勝をするなど圧倒的に分が良かった。だが、稀勢の里の大関時代に入ると、2012年5月場所から2013年3月場所まで5連敗を喫するなど、逆に9勝18敗と分が悪くなっている。但し、稀勢の里の横綱時代では3勝1敗（不戦勝1を含む）と再び分が良くなり、最後の対戦となった2018年1月場所では、稀勢の里から初めて金星を獲得した。
  - なお、幕内での対戦66回は歴代1位の記録である[93]。それまでは武蔵丸-貴ノ浪戦の58回が最多だった。さらに白鵬戦の63回は同じく2位、日馬富士戦の62回は3位の記録であり、自身の絡んだ取組が幕内対戦回数記録の上位を占めている。
- 第73代横綱・照ノ富士には、8勝9敗とほぼ互角である。照ノ富士が大けがをする前は2勝5敗と苦手にしていたが、照ノ富士大けがをしてからは6勝4敗と勝ち越している。また2017年3月場所14日目、照ノ富士に立ち合いの変化で敗れ6敗となり、大関特例復帰の可能性が消滅した。なお照ノ富士が大けがから幕内に復帰した2020年7月場所8日目に対戦が組まれたが、阿炎の休場による割り返しにより復帰後の照ノ富士と対戦することはなかった。

### 大関・大関経験者
- 千代大海には3勝16敗と大きく負け越している。
- 出島には6勝6敗と五分。
- 雅山には11勝9敗（不戦敗1含む）。
- 同じ福岡出身の魁皇には12勝16敗と負け越し。
- 栃東には2勝3敗。
- 把瑠都には13勝15敗と負け越し。
- 豪栄道には21勝30敗と相性が良くない。
- 髙安に対しては初顔から5連勝するなど11勝3敗と勝ち越していたが、2016年7月場所から12連敗があり、2019年5月場所で髙安の大関昇進後初めて勝利したが、12勝16敗と負け越している。
- 栃ノ心には、25勝11敗と勝ち越している。自身の大関在位中は14回対戦して一度も負けたことがないが、大関陥落後は2勝7敗と分が悪い。
- 貴景勝には、2勝3敗と負け越している。すべて琴奨菊の大関陥落後の対戦で、貴景勝の大関在位中は1敗。
- 朝乃山には、2勝と負けたことはない。いずれも琴奨菊の大関陥落後かつ朝乃山の大関昇進前の対戦。
- 正代には、5勝5敗（不戦負1を含む）とほぼ互角。
- 御嶽海には、琴奨菊の大関在位中は2勝2敗と五分だったが、琴奨菊の大関陥落後は2勝11敗と分が悪く、通算4勝11敗と苦手にしていた。
- 霧島（2代目）には琴奨菊の1勝1敗。霧島（当時の四股名は霧馬山）の平幕時代における対戦成績である。

### 関脇以下
- 元関脇・安美錦には30勝19敗と勝ち越している。
- 元関脇・豪風には14勝13敗と拮抗している。琴奨菊の大関昇進後は5勝3敗。
- 元関脇・嘉風には25勝7敗と勝ち越している。
- 元関脇・栃煌山には22勝20敗と拮抗している。
- 元関脇・豊ノ島には27勝13敗（不戦勝1、不戦敗1を含む）と相性は良い。優勝した2016年1月場所では唯一の黒星をつけられた。同期デビューだったこともあり、序ノ口、序二段で梶原（当時）に優勝をさらわれ、十両昇進も豊ノ島に1場所越されている。
- 元小結・時天空を苦手としており、7勝16敗と大きく負け越している（但し、大関昇進後は3連勝している）。
- 妙義龍には13勝13敗（不戦勝1を含む）と不戦勝を除けば負け越している。
- 明徳義塾高校の後輩・志摩ノ海には初顔から5連敗するなど1勝6敗と苦手にしていた。

## 友人
- 時津風部屋の元関脇の豊ノ島とは同学年。小学校時代に出場した全国大会で初対面、以降も今日まで良きライバルにして親友という間柄で、初土俵も同期。

## エピソード

### 取組関連
- 左利きであり、塩撒きも左手で行っている。
- 青色の廻しを非常にきつく締めていることで知られており、廻しを取ろうとした日馬富士の爪が割れたことまである[94]。
- 優勝争いに最後まで加わった2014年7月場所は「全てを受け入れて後悔しないようにやってきた。だって失うモノはないんだもん。体がちぎれてもいい」と前向きな気持ちで挑み、優勝に対する決意の表れとして部屋では場所終了を待たず祝勝会用に約8キロのタイを準備していたが、この場所に賜杯を抱くことは無かった。[95]
- 大関へ昇進してからは、最後の仕切りのときに左手に他の力士よりも多めの塩を握ったまま上体を大きく反らして深呼吸をするようになっている。客席からもそのたびに歓声が上がる。本人は2016年初場所千秋楽の打ち上げパーティーでこの所作をイナバウアーにひっかけて「琴バウアー」と称した。しかし、一部のメディア等では「菊バウアー」と称されたこともあり[96]、ファンの間でも呼び名が分かれるなど「論争」になっていたが、最終的にこのルーティンの名は「琴バウアー」に落ち着いた[97]。
- ルーティンとしては「琴バウアー」に加えて太ももを激しく張り叩く動作もあり、初優勝を果たした直後の新聞記事では稀勢の里の静かな所作と好対照をなしていると書かれた[98]。
- 琴奨菊の初優勝が稀勢の里を奮起させ、ひいては横綱昇進を射止めるまでに至ったとする記事が少なくはないが、2016年9月場所前の雑誌のインタビューではその影響について稀勢の里が「まあ、多少はあったかもしれないですけど……」「（二所ノ関一門の連合稽古で互いに肌を合わせて）いい稽古ができているからというのはあると思います」と答えている[80]。
- 2017年9月場所は7日目終了時点で1横綱2大関を破ったが、「その方がいいかなと思った。今後においても、今においても…」と、大関を務めていた自負もあって、NHKのインタビューを断っていた[99]。
- 第72代横綱・稀勢の里とは、幕内で史上最多取組数の66回対戦している。対戦成績は琴奨菊の36勝30敗（内不戦勝2・不戦敗1を含むため、実際に対戦した分だけで考えると34勝29敗）。2019年1月場所4日目の朝、稀勢の里が現役引退の報道を聞いた際「思わず泣いてしまった」と、この日松鳳山の取組後に支度部屋で語りながら涙ぐんだ。1月場所前には豊ノ島らと共に田子ノ浦部屋へ出稽古に行き「美談になるのは凄く嫌だが、強くなる為若手では出せないものを（お互いが）出せるかなと思って」と語った後、「（今場所も）当たるのが楽しみだった。自分の成長を試せる、勝てば本当にノッていける相手だから…今後は（自身が）負けないようにやるだけです」と声を振り絞りながら、ライバルの引退を惜しんでいた[100]。
- ライバルの豊ノ島は自身の引退に際して「悔いはありませんけど、あるとすればもう1回、菊（琴奨菊）とやりたかった」と未練をのぞかせていた[101]。なお、2022年5月18日に行われた豊ノ島の引退相撲（井筒親方襲名披露）で、元琴奨菊の秀ノ山親方が豊ノ島断髪式前の「最後の対戦相手」として相撲を取っている[102]。

### 土俵外の相撲関連
- 地元の柳川市内の非鉄金属業者「甲斐田メタリックス」から宝船が描かれた化粧廻しを贈られた[10]。
- 2013年11月場所2日目に負傷したが、協会指定の病院は担当医が手術中だった。タクシーの運転手が紹介してくれたのが、ソフトバンクや上野由岐子を担当した肩治療の名医だった。だが閉所恐怖症でMRIに入れず2014年1月場所初日の検査は断念。怪我の影響で呼吸困難になるほどで、翌日からは精神安定剤を飲んで勝ち越しを決めたが3日目以降の薬がラムネだったことは後から聞かされた[103]（いわゆるプラセボ）。
- 2020年9月1日に力士会を代表して国技館を訪れ、出稽古禁止について説明を受けている[104]。力士会としては「パフォーマンスに少なからない影響がある」との意見であり、やり方を考慮して出稽古を行って欲しいとの要望であったという[105]。相撲協会は、10月16日から22日まで相撲教習所で行う合同稽古というかたちでこの要望にこたえた[106]。
- 引退会見では「変な話、自分はアンパンマンだと思っている。ケガや苦しさで顔が削られても、たくさんの人が助言や行動や愛で補ってくれて、新しい顔を入れ替えてくれる…みたいな」とたとえ話を行っていた[107]。
- 引退後1年が経過した時点でも廻しを付けて弟子に胸を出し、部屋の力士とも相撲を取ることがあるが、流石に部屋の関取の琴勝峰に惨敗するくらいには衰えている[108]。
- 元武蔵丸の武蔵川親方は自身のコラムで「琴奨菊辺りから大関に相応しい実力のない大関が増えた」という趣旨の批判をしている[109][110]。

### 趣味・嗜好
- 好物は米、しゃぶしゃぶ、プリン[3][111]。
- 下戸で酒は飲めず、「ビールはグラス1杯でふらふら」「マドラーで混ぜた水で酔った」「奈良漬10本で記憶が飛んだ」といった逸話がある[7][3]。代わりに青汁を毎日飲んでいる[3]。
- 2018年の琴剣の『相撲めし－おすもうさんは食道楽－』（扶桑社）を紹介した記事によると、大の丼物好きであり、当該記事では夜食の唐揚げのタルタル丼が特にお気に入りだとされている[112]。

### メディアによる発信・出演、トークショー
- アナログ人間を自称していたが、2008年より「琴奨菊物語」と題されたブログを開始し、同年6月にはテレビで紹介されてアクセス数が急増し好評を博していた。ブログは2009年8月を最後に更新されなくなり、同年12月7日の記事で更新終了を宣言した。その後ブログは閉鎖され、2011年2月に再開する予定だったものの大相撲八百長問題の影響などもあり延期され、同年9月場所後の自身の大関昇進を機にブログを再開した。また、2008年5月号から2009年12月号まで雑誌『相撲』にブログとタイアップした企画「月刊ガブの部屋」を連載していた。
- 日本テレビのバラエティ番組ぐるぐるナインティナインの名物コーナーグルメチキンレース・ゴチになります!のパート12の最終戦に出場し1位通過のニアピンという記録を残した（ニアピン賞の賞金は千円だった）がこれは同番組の同コーナーに出場した力士及び相撲関係者の中で最高順位である。
- 2018年7月1日に松坂屋名古屋店で開催された「大相撲 Oh! SUMO展」のトークショーでは、直近数場所封印していた、かつての代名詞「琴バウアー」のリクエストがファンからあり、これには「やりましょう」と快諾して久々に披露し、「ソフトバンクの内川選手と話したときに『気持ちを敷き詰めたら、どんな球も打ち返せる気がする』と聞いて。それで自分のことを考えると、しっくりこなくなっているな、と。今、（別の）スイッチを考え中です」と封印した理由も説明。夫人と結婚したいきさつもチラリと話し、「嫁の“がぶり寄り”がすごかったです」と自身の得意技にひっかけて、のろけていた[113]。

### 私生活
- 2009年に知人の紹介で佐賀県在住の一般女性と交際し、その3年後の2012年11月場所番付発表の朝に婚約を発表し、2013年4月20日に挙式する予定を告知した[114]。2人でこの試練を乗り切ると決意し、敢えて自身初のカド番で挑む苦境の中で発表したのであった。ところがその3ヶ月後の2月12日には、既に招待状を発送した段階にもかかわらず「人生観の違い」や部屋関係者曰く「大関の妻としての重責」を理由に婚約破棄に至った。角界においても挙式寸前で白紙に戻すのは非常に珍しく、直近では1993年の貴乃花以来である[115]。
- 2015年7月10日、2月に婚約を発表していた一般女性と結婚[116]。プロポーズの際には自身で絵本を作り、それにダイヤの指輪を挟んでプレゼントしたという[117]。夫人は英語・スウェーデン語など語学堪能であり、結婚後すぐにアスリートフードマイスターの資格を取得して琴奨菊の食生活を支えているという[118]。
- 琴奨菊は現役時代、負けて懸賞金を持って帰れない時には妻のためにケーキを買ったが、妻との披露宴を控えていた2016年1月場所は「大事な席で花嫁を太らせるわけにはいかない」と奮起し、結果的に幕内最高優勝を果たした[119]。
- 2016年3月場所前のインタビューによると、幕内最高優勝の経験がある大関であり新婚の身であるにもかかわらず、家賃が月7万円のマンションで妻と暮らしており車は中古車を使用しているなど、質素な生活をしているという[120]。

## 福岡県繋がり
地元が福岡県ということで、福岡県内では引退した魁皇と共に人気がある。本人は大関昇進後の会見において魁皇を目標とする力士として挙げており、逆に魁皇も自身の後継者として期待を寄せている。
- 地元の柳川市では琴奨菊が勝利した場合に花火が打ち上げられている。番付上位者に対して勝利した場合には2発、それ以外では1発が地元有志によって打ち上げられる。
- 柳川市は「川下り」が有名であるが、「川下りでは縁起が悪い」として、大関昇進の際にはわざと川を遡る「川上り」パレードが実施された。
- プロ野球・福岡ソフトバンクホークスの大ファンであり、本多雄一などのホークスの選手とは友人である。2011年にホークスがパシフィック・リーグ優勝を決めた際には、地元メディアのインタビューに互いの健闘を誓うメッセージを寄せ、その年の九州場所の前の稽古期間中には地元テレビ局の企画で福岡Yahoo!JAPANドームでのクライマックスシリーズファイナルステージ第3戦（対埼玉西武ライオンズ）を観戦し、8年ぶりの日本シリーズ進出の瞬間を見届けた。
- 本場所中はその日の取組について、大相撲中継担当のNHK福岡のアナウンサーの解説を交え、平日夕方6時台の福岡のニュース番組（2015年度からのロクいち!福岡など）で詳しく伝えられている。
- 松鳳山とは福岡県出身の九州場所御当地力士同士であり、取組の前には両者の名前を呼ぶコール合戦が行われ、千秋楽結びの一番のような盛り上がりとなる。一方、AbemaTVの視聴者からは観客によるコールに苦言を呈する意見もあった[121]。

## 略歴
- 初土俵：2002年1月場所
- 新十両：2004年7月場所
- 新入幕：2005年1月場所
- 新関脇：2007年3月場所
- 新大関：2011年11月場所
- 初優勝：2016年1月場所（2006年の栃東以来、10年ぶりの日本出身力士としての優勝）
- 関取最年長タイになる：2020年3月場所（蒼国来・豊ノ島の幕下陥落に伴う）
- 現役引退：2020年11月場所

## 主な成績

### 通算成績
- 幕内出場：1332回（歴代6位）
- 通算成績：828勝676敗41休（112場所）
- 通算勝率：.551
- 幕内成績：718勝621敗41休（幕内勝星：歴代6位、92場所）
- 幕内勝率：.536
  - 大関成績：256勝192敗32休（32場所）
  - 大関勝率：.571
    - 新大関成績：11勝4敗（歴代15位タイ）
    - 新大関勝率：.733

  - 三役成績：161勝137敗2休（20場所）
  - 三役勝率：.540
    - 関脇成績：100勝80敗（12場所）
    - 関脇勝率：.556
    - 小結成績：61勝57敗2休（8場所）
    - 小結勝率：.517

  - 前頭成績：301勝292敗7休（40場所）
  - 前頭勝率：.508

- 通算在位：112場所
- 幕内在位：92場所（歴代7位）
  - 大関在位：32場所（歴代11位）
  - 三役在位：20場所（関脇12場所、小結8場所）
  - 前頭在位：40場所
- 幕内連続在位：91場所（歴代4位）

### 各段優勝
- 幕内最高優勝：1回（2016年1月場所）
- 十両優勝：1回（2005年3月場所）

### 三賞・金星
- 三賞：7回
  - 殊勲賞：3回（2008年3月場所、2011年7月場所、2011年9月場所）
  - 技能賞：4回（2006年11月場所、2007年11月場所、2011年1月場所、2011年9月場所）
- 金星：3個
  - 白鵬：1個（2019年7月場所）
  - 日馬富士：1個（2017年9月場所）
  - 稀勢の里：1個（2018年1月場所）

### 場所別成績
| | 一月場所 初場所（東京） | 三月場所 春場所（大阪） | 五月場所 夏場所（東京） | 七月場所 名古屋場所（愛知） | 九月場所 秋場所（東京） | 十一月場所 九州場所（福岡） |
| --- | ----------------------- | ----------------------- | ----------------------- | --------------------------- | ----------------------- | --------------------------- |
| 2002年 （平成14年） | （前相撲）              | 東序ノ口32枚目 6–1      | 東序二段61枚目 7–0      | 西三段目59枚目 5–2          | 西三段目29枚目 6–1      | 東幕下46枚目 6–1            |
| 2003年 （平成15年） | 東幕下20枚目 3–4        | 東幕下30枚目 4–3        | 西幕下24枚目 4–3        | 東幕下19枚目 5–2            | 西幕下10枚目 3–4        | 西幕下17枚目 3–4            |
| 2004年 （平成16年） | 東幕下22枚目 6–1        | 西幕下6枚目 4–3         | 西幕下5枚目 5–2         | 東十両13枚目 10–5           | 西十両5枚目 9–6         | 西十両3枚目 10–5            |
| 2005年 （平成17年） | 東前頭16枚目 5–10       | 東十両4枚目 優勝 13–2   | 東前頭14枚目 10–5       | 東前頭9枚目 8–7             | 東前頭6枚目 7–8         | 東前頭7枚目 6–9             |
| 2006年 （平成18年） | 西前頭10枚目 8–7        | 東前頭8枚目 9–6         | 東前頭3枚目 9–6         | 東前頭筆頭 3–12             | 西前頭7枚目 10–5        | 東前頭2枚目 10–5 技         |
| 2007年 （平成19年） | 東前頭筆頭 9–6          | 西関脇 7–8              | 西小結 7–8              | 東前頭筆頭 5–10             | 西前頭3枚目 10–5        | 西小結 9–6 技               |
| 2008年 （平成20年） | 東小結 9–4–2            | 西関脇 8–7 殊           | 西関脇 8–7              | 西関脇 6–9                  | 東前頭筆頭 6–9          | 東前頭3枚目 9–6             |
| 2009年 （平成21年） | 東前頭筆頭 6–9          | 東前頭2枚目 6–9         | 東前頭6枚目 10–5        | 西小結 8–7                  | 西関脇 6–9              | 東前頭2枚目 10–5            |
| 2010年 （平成22年） | 東小結 6–9              | 西前頭3枚目 10–5        | 東小結 9–6              | 西関脇 5–10                 | 東前頭3枚目 9–6         | 西前頭筆頭 9–6              |
| 2011年 （平成23年） | 西関脇 11–4 技          | 八百長問題 により中止   | 東関脇 10–5             | 東関脇 11–4 殊              | 東関脇 12–3 殊技        | 西大関2 11–4                |
| 2012年 （平成24年） | 西大関1 8–7             | 西大関3 9–6             | 西大関2 10–5            | 西大関1 10–5                | 東大関2 2–2–11          | 東大関2 8–7                 |
| 2013年 （平成25年） | 西大関2 8–7             | 西大関2 8–7             | 東大関2 11–4            | 西大関1 9–6                 | 東大関2 10–5            | 西大関1 1–2–12              |
| 2014年 （平成26年） | 東大関2 9–6             | 西大関1 8–7             | 西大関1 5–10            | 西大関1 12–3                | 東大関1 9–6             | 東大関1 6–9                 |
| 2015年 （平成27年） | 西大関1 9–6             | 西大関1 8–7             | 西大関1 6–9             | 東大関2 8–7                 | 西大関2 11–4            | 東大関2 8–6–1               |
| 2016年 （平成28年） | 東大関2 14–1            | 東大関1 8–7             | 東大関2 10–5            | 西大関1 1–6–8               | 西大関2 9–6             | 東大関2 5–10                |
| 2017年 （平成29年） | 西大関2 5–10            | 東関脇2 9–6             | 東関脇2 7–8             | 西小結 7–8                  | 西前頭筆頭 10–5 ★       | 東小結 6–9                  |
| 2018年 （平成30年） | 西前頭2枚目 7–8 ★       | 東前頭3枚目 6–9         | 東前頭5枚目 8–7         | 西前頭筆頭 3–8–4            | 西前頭8枚目 7–8         | 東前頭9枚目 10–5            |
| 2019年 （平成31年 /令和元年） | 東前頭4枚目 6–9         | 西前頭8枚目 11–4        | 西前頭筆頭 6–9          | 東前頭5枚目 7–8 ★           | 東前頭7枚目 6–9         | 東前頭9枚目 6–9             |
| 2020年 （令和2年） | 東前頭13枚目 7–8        | 東前頭13枚目 7–8        | 感染症拡大 により中止   | 東前頭14枚目 8–7            | 西前頭11枚目 2–10–3     | 西十両3枚目 引退 1–6–0      |
| 各欄の数字は、「勝ち-負け-休場」を示す。 優勝 引退 休場 十両 幕下 三賞：敢=敢闘賞、殊=殊勲賞、技=技能賞 その他：★=金星 番付階級：幕内 - 十両 - 幕下 - 三段目 - 序二段 - 序ノ口 幕内序列：横綱 - 大関 - 関脇 - 小結 - 前頭（「#数字」は各位内の序列） |                         |                         |                         |                             |                         |                             |

### 幕内対戦成績
| 力士名   | 勝数  | 負数  | 力士名     | 勝数  | 負数 | 力士名   | 勝数 | 負数 | 力士名   | 勝数  | 負数 |
| -------- | ----- | ----- | ---------- | ----- | ---- | -------- | ---- | ---- | -------- | ----- | ---- |
| 碧山     | 15    | 9     | 朝青龍     | 1     | 15   | 朝赤龍   | 12   | 5    | 朝乃山   | 2     | 0    |
| 東龍     | 0     | 2     | 阿炎       | 3     | 3    | 安美錦   | 30   | 19   | 荒鷲     | 2     | 0    |
| 阿覧     | 10    | 2     | 勢         | 11    | 8    | 石浦     | 4    | 2    | 逸ノ城   | 9(1)  | 5    |
| 岩木山   | 4     | 0     | 宇良       | 1     | 0    | 遠藤     | 7    | 5    | 炎鵬     | 1     | 2    |
| 阿武咲   | 6     | 3     | 大砂嵐     | 4     | 0    | 隠岐の海 | 16   | 10   | 魁皇     | 12(1) | 16   |
| 魁聖     | 13    | 2(1)  | 海鵬       | 1     | 1    | 臥牙丸   | 5    | 1(1) | 輝       | 2     | 1    |
| 垣添     | 4     | 1     | 鶴竜       | 22(1) | 30   | 春日王   | 1    | 3    | 片山     | 2     | 0    |
| 稀勢の里 | 36(2) | 30(1) | 北桜       | 1     | 0    | 北太樹   | 6    | 1    | 旭鷲山   | 1     | 5    |
| 旭天鵬   | 14    | 10    | 霧島       | 0     | 1    | 豪栄道   | 21   | 30   | 黒海     | 4     | 1    |
| 佐田の海 | 5     | 5     | 佐田の富士 | 1     | 0    | 志摩ノ海 | 1    | 6    | 霜鳥     | 1     | 1    |
| 十文字   | 4     | 1     | 駿傑       | 1     | 0    | 常幸龍   | 1    | 0    | 正代     | 5     | 5(1) |
| 翔天狼   | 1     | 0     | 松鳳山     | 16    | 10   | 蒼国来   | 1    | 0    | 大奄美   | 1     | 1    |
| 大栄翔   | 5     | 2     | 大翔丸     | 2     | 1    | 貴景勝   | 2    | 3    | 貴ノ岩   | 1     | 1    |
| 隆の勝   | 0     | 1     | 隆乃若     | 2     | 0    | 高見盛   | 6    | 5    | 髙安     | 12    | 16   |
| 宝富士   | 16    | 9     | 豪風       | 14    | 13   | 玉飛鳥   | 1    | 1    | 玉春日   | 2     | 1    |
| 玉乃島   | 4     | 2     | 玉鷲       | 8     | 12   | 千代鳳   | 0    | 1    | 千代翔馬 | 2     | 1    |
| 千代大海 | 3     | 16    | 千代大龍   | 17    | 4(1) | 千代の国 | 3    | 1    | 千代丸   | 2     | 2    |
| 剣翔     | 2     | 0     | 出島       | 6     | 6    | 照強     | 2    | 3    | 照ノ富士 | 8     | 9    |
| 闘牙     | 1     | 0     | 時津海     | 1     | 2    | 時天空   | 7    | 16   | 德勝龍   | 0     | 2    |
| 德瀬川   | 0     | 1     | 土佐ノ海   | 2     | 1    | 土佐豊   | 1    | 0    | 栃東     | 2     | 3    |
| 栃煌山   | 22    | 20    | 栃栄       | 2     | 0    | 栃ノ心   | 25   | 11   | 栃乃洋   | 4     | 2    |
| 栃乃花   | 2     | 1     | 栃乃若     | 2     | 1    | 友風     | 1    | 1    | 豊桜     | 1     | 3    |
| 豊ノ島   | 27(1) | 13(1) | 豊響       | 5     | 4    | 錦木     | 2    | 2    | 白馬     | 2     | 1    |
| 白鵬     | 7(1)  | 56    | 白露山     | 2     | 0    | 追風海   | 0    | 1    | 把瑠都   | 13    | 15   |
| 日馬富士 | 33    | 29    | 武州山     | 2     | 0    | 普天王   | 6    | 3    | 武雄山   | 1     | 0    |
| 豊昇龍   | 0     | 1     | 豊真将     | 15    | 4    | 北勝力   | 7    | 1    | 北勝富士 | 5     | 3    |
| 舛ノ山   | 0     | 1     | 御嶽海     | 4     | 11   | 雅山     | 11   | 9(1) | 妙義龍   | 13(1) | 13   |
| 明生     | 3     | 3     | 矢後       | 1     | 0    | 豊山     | 1    | 2    | 嘉風     | 25    | 7    |
| 竜電     | 2     | 4     | 露鵬       | 4     | 3    | 若荒雄   | 3    | 0    | 若隆景   | 1     | 0    |
| 若の里   | 6     | 5     | 若ノ鵬     | 1     | 1    |          |      |      |          |       |      |

## 改名歴
- 琴菊次 一弘（こときくつぎ かずひろ）2002年1月場所 - 2003年11月場所
- 琴奨菊 一弘（ことしょうぎく -）2004年1月場所 - 2005年3月場所
- 琴奨菊 和弘（- かずひろ）2005年5月場所 -2020年11月場所

### 年寄変遷
- 秀ノ山 和弘（ひでのやま -）2020年11月場所 -